# 13247 Tianshi
13247 Tianshi eller 1998 MW34 är en asteroid i huvudbältet som upptäcktes den 24 juni 1998 av LINEAR i Socorro County, New Mexico. Den är uppkallad efter Kyle Preston Tianshi.